# Азери (стиль)
Азери́ (перс. آذری‎ Āḏarī [ɑːzæri], араб. الأذرية‎ (al-āḏarīya) ) — стиль (sabk) персидской архитектуры, развившийся в Иранском Азербайджане в XIII—XIV веках. Сооружения в стиле азери возводились с XIII веку (Государство Хулагуидов) до XIV века (Сефевиды). Азери по времени возникновения является пятым среди исторических стилей персидской архитектуры между стилем Рази (с XI века до монгольского завоевания) и стилем Исфахани.
Среди примеров стиля азери:
- Мечеть и мавзолей Исмаила Кодабенде (Олджейту) начала XIV века,
- Арг-е-Алишах[англ.]
- Соборная мечеть[англ.] XIII века в Урмии

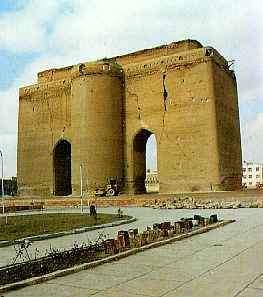
Арг-е-Алишах
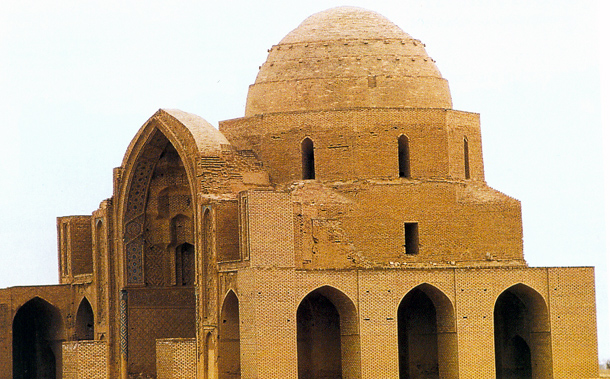
Пятничная мечеть в Верамине
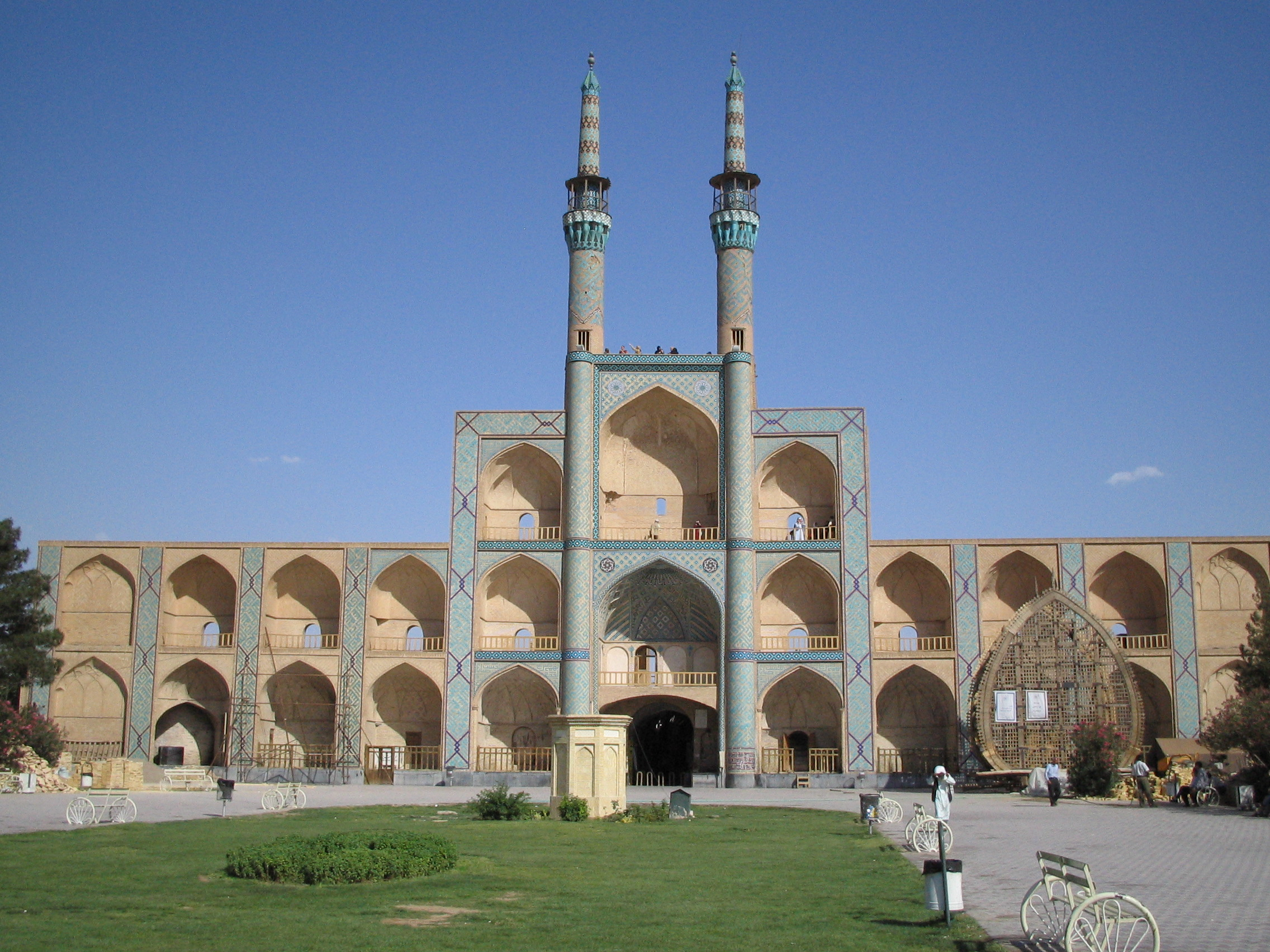
Амир-Чагмаг, Йезд

- Пятничная мечеть (Йезд)
- Мечеть Гохаршад

- Голубая мечеть в Тебризе
- Амир-Чагмаг в городе Йезд

- Арг-е-Алишах
- Пятничная мечеть в Верамине
- Амир-Чагмаг, Йезд